# Noordwest Ziekenhuisgroep, locatie Alkmaar
Noordwest Ziekenhuisgroep locatie Alkmaar (ook bekend als het voormalige Medisch Centrum Alkmaar of MCA) is een regionaal ziekenhuis in de Nederlandse stad Alkmaar. Het voormalige Gemini ziekenhuis en voormalig Medisch Centrum Alkmaar hebben sinds 2008 banden met elkaar. De ziekenhuizen zijn in 2015 samengegaan als Noordwest Ziekenhuisgroep. Noordwest beschikt over buitenlocaties in Heerhugowaard, Limmen, Schagen en Texel. De locatie te Alkmaar bevindt zich in de Alkmaarderhout.

## Geschiedenis
Het Medisch Centrum Alkmaar ontstond door de fusie van het Sint Elisabethziekenhuis en het Centraal Ziekenhuis. Vanaf 1974 tot 2001 gingen steeds meer afdelingen en diensten over van het Sint-Elisabeth Ziekenhuis naar het Centraal Ziekenhuis. Het Centraal Ziekenhuis bevond zich daardoor in een jaren durende verbouwing. Grote diagnostiek en behandelgebouwen werden aangebouwd tot het ziekenhuis uiteindelijk de huidige vorm heeft.
In 2001 werden de gebouwen en terreinen van het Elisabeth Ziekenhuis geruild tegen de gebouwen en terreinen van het bejaardenhuis/verzorgingshuis Westerlicht-De Hout. In mei 2001 verlieten de laatste afdelingen de locaties van het Elisabeth Ziekenhuis en werden delen van het Elisabeth Ziekenhuis gesloopt. De voorgevel aan de Van Everdingenstraat heeft de status van beschermd rijksmonument en blijft daarom gespaard. Het is een onderdeel van het nieuwe zorgcentrum Westerhout.
In 2008 zijn de raden van bestuur van het Gemini Ziekenhuis in Den Helder en het MCA samengevoegd; de instellingen zelf zijn zelfstandig gebleven. De ziekenhuizen hebben een raad van bestuur en een aantal bestuurlijke instellingen zijn samengevoegd.
In 2013 werd het ziekenhuis door de Elsevier uitgeroepen tot het beste ziekenhuis van Nederland. De beoordeling vond plaats op meerdere gebieden, waaronder patiëntgerichtheid, medische zorg, veiligheid, effectiviteit en wachttijden. Het MCA scoorde op de eerste vier zodanig dat het als beste in de test eindigde.
In januari 2015 fuseerde het MCA met het Gemini ziekenhuis. Vanaf 10 december 2015 zijn de ziekenhuizen verdergegaan onder de naam "Noordwest Ziekenhuisgroep".
In verband met de beperkte uitbreidingsmogelijkheden waren er plannen om voor de locatie Alkmaar een geheel nieuw ziekenhuis te bouwen, in het naburige Heerhugowaard. Dit tot ongenoegen van de gemeente Alkmaar, welke zijn ziekenhuis hiermee zou kwijtraken.  
De gemeente Alkmaar heeft bij het bestuur van Noordwest erop aangedrongen het ziekenhuis op de huidige locatie te behouden hierbij zijn diverse handreikingen gedaan, zoals financiële toezeggingen. En daarnaast kreeg het ziekenhuis min of meer de vrije hand qua ontwerp van de nieuwbouw. Dit heeft er, samen met de financiële haalbaarheid van nieuwbouw, voor gezorgd dat het ziekenhuis op de huidige locatie gaat (ver)nieuwbouwen. 